# Biofisioteràpia
La biofisioteràpia és un concepte global de tractament mèdic no invasiu dels problemes del sistema neurològic i del sistema musculoesquelètic mitjançant els efectes analgèsics, antiinflamatoris i de regeneració cel·lular generats per la resposta biològica a determinats estímuls físics (ones de xoc, laserteràpia, ones electromangnètiques modulades o estímuls mecànics / manuals). En ser efectes produïts pel mateix organisme, la principal conseqüència és que es redueix la necessitat de fàrmacs i cirurgia.
S'utilitza per al tractament de la pseudoartrosi, necrosi avascular, lumbàlgia, tendinitis, fasciïtis plantar, úlceres, dolor neuropàtic, discopaties, dolor visceral, neuràlgies… Així mateix, juntament amb els estímuls físics, la biofisioteràpia (BFT) també pot recolzar-se en els productes biològics elaborats des del mateix pacient (factors de creixement, PRP), cèl·lules mare d'adult (stem cells) o cèl·lules adultes reprogramades o induïdes (IPCS).

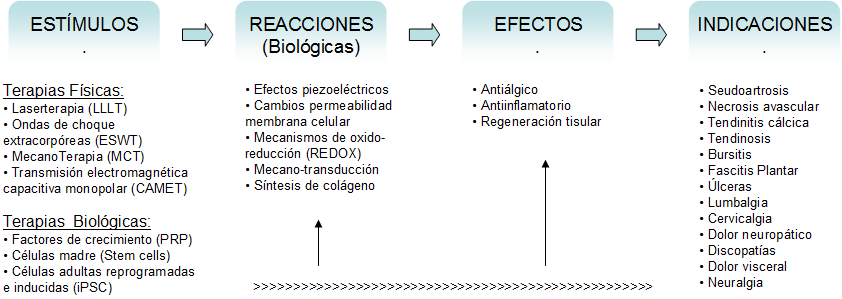
Esquema de la biofisioteràpia

## Efectes físics i biològics a nivell cel·lular
Els estímuls a nivell de membrana, citoesquelet i a nivell del nucli cel·lular, amb els seus diferents receptors i mediadors, provoquen canvis de permeabilitat per repolarització de la membrana cel·lular, oxigenació a nivell mitocondrial i transcripció nuclear. Aquests canvis en la cèl·lula aporten major respiració, major energia i un augment de síntesi de proteïnes, generant una cascada d'efectes biològics comuns a diferents cèl·lules, teixits i patologies, que permet tractar gran part de les molèsties (dolor, mobilitat,...) relacionades amb els problemes osteomusculars (algun d'ells, com el mal d'esquena, incideix a la qualitat de vida, en termes de salut, de prop de 1.000 milions de persones a nivell mundial).

### Membrana externa cel·lular
La permeabilitat de la membrana cel·lular ve condicionada pels canvis de polaritat intra i extra cel·lular induïts per elements físics o químics.

### Citoesquelet
La mecanotransducció és el mecanisme d'activació dels canvis intracel·lulars per canvis externs de pressió mecànica, atmosfèrica o manual a través de l'estructura del citoesquelet. Les integrines són receptors de la pressió sobre la membrana extracel·lular, indueixen canvis en el sistema òxid -reducció redox (NAD) i a través dels canvis del citoesquelet amb els seus microtúbuls i microfilaments indueixen la transcripció o expressió del nucli cel·lular.

### Mitocondri
Al mitocondri es produeix la respiració cel·lular i com a principal acceptor el citocrom c oxidasa i també per ser el laboratori d'augment d'energia amb el pas a trifosfat d'adenosina.

### Nucli
La transcripció genètica del nucli cel·lular indueix la síntesi de proteïnes per expressió gènica d'aquest. També l'angiogènesi, osteogènesi i l'efecte antiinflamatori, restablint el nivell normal d'òxid nítric (NO)

## Teràpies físiques

### Ones de xoc (ESWT)

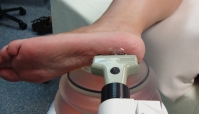
Ones de xoc (Extracorporeal Shockwaves Therapy - ESWT)

Les ones de xoc, són augments bruscos i ràpids de pressió d'uns nanosegons de durada, per després baixar bruscament i tornar negatives.
Els efectes biològics de les ones de xoc són múltiples, ja sigui a través de l'expressió gènica augmentant l'angiogènesi, osteogènesi i proliferació cel·lular. També indueixen una resposta antiinflamatòria normalitzant l'òxid nítric (NO) i estimulant les cèl·lules mare mesenquimàtiques quiescents (MSQ)
Les ones de xoc es produeixen amb diferents aparells, ja siguin electrohidràulics, electromagnètics o piezoelèctrics.
S'han utilitzat en Traumatologia per a tractar la tendinitis insercionals i necrosi avascular del cap del fèmur. Un altre camp d'aplicació de les ones de xoc és el tractament de les tendinopaties degeneratives amb calcificació o sense.
La idea de la teràpia per ones de xoc per a les malalties ortopèdiques és l'estimulació dels processos de reparació dels tendons, consolidació dels ossos i la cicatrització de teixits com la pell. ( Aquest és un enfocament completament diferent en comparació amb la urologia, on s'apliquen les ones de xoc per a la desintegració dels càlculs renals ).

### Laserteràpia (LLLT)

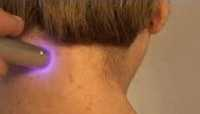
Làser multifreqüència (desfocalitzat)

La teràpia làser de baixa potència ( "Low Level Laser Therapy" LLLT ), és la radiació monocromàtica o gairebé monocromàtica que va des del vermell a l'infraroig de l'espectre òptic, ja sigui amb ona contínua (CW) o polsada, i usada per al tractament no ablatiu de teixits tous o neurològics.
En els efectes biològics del làser, el principal acceptor de la radiació làser és el "citocrom c oxidasa" com a enzim terminal de la cadena respiratòria i posterior expressió gènica del nucli de la cèl·lula; efecte denominat "fotobiomodulació".
Hi ha un ampli espectre de la radiació làser que va des 600 a 1000 nm en el qual es poden tenir efectes biològics a nivell cel·lular; per sota d'aquest espectre es poden ja trobar efectes indesitjats per la radiació ultraviolada.

### Ona Electromagnètica Modular capacitiva (Ona EMC)

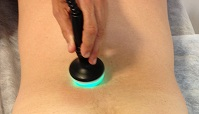
Ones electromagnètiques modulars capacitives (EMC)

Són complexos d'ones electromagnètiques modulades digitalment amb característiques capacitives i monopolars de vehiculització de l'energia en profunditat. Els seus efectes ressonadors piezoelèctrics provoquen canvis de polaritat de membrana amb els consegüents efectes biològics analgèsics a nivell neuronal nocioceptiu, somàtic o visceral.
L'administració de senyals electromagnètics modulats i capacitius poden induir analgèsia però també se utilitzen per a la introducció de fàrmacs a través de la pell. Aquesta modalitat de teràpia és útil en el tractament del dolor agut continu o pulsàtil, poc localitzat, referit o irradiat (si és visceral), o bé localitzat (si és somàtic). També se utilitza en el dolor neuropàtic central o perifèric provocat per danys en el teixit nerviós. Aquest dolor sol percebre com cremant, punxant, superficial, amb presència d'alodinia i dèficit sensitiu.

### Mecanoteràpia (MCT)

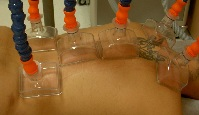
Mecanoteràpia mecanitzada

La teràpia mecànica actua sobre el sistema circulatori reduint l'estasi micro circulatori per drenatge limfàtic i intersticial. A la matriu extracel·lular augmenta l'intercanvi de substàncies entre cèl·lules i el seu entorn; actua a nivell intracel·lular per mecanotransducció a la producció de proteïnes. També redueix la rigidesa del teixit cicatricial i escurçament miofascial. En el sistema nerviós produeix vas relaxació i augment de la producció endorfines, reduint el dolor per mecanisme reflex.